# オルキス (小惑星)
オルキス(1080 Orchis)は、小惑星帯の小惑星である。1927年8月30日にカール・ラインムートがハイデルベルクで発見した。当初は1927 QBという仮符号が付けられた。
ラン科のオルキス属(Orchis)にちなんで命名された。